# Större granspinnarstekel
Större granspinnarstekel (Cephalcia abietis) är en stekelart som först beskrevs av Carl von Linné 1758.  Större granspinnarstekel ingår i släktet granspinnarsteklar, och familjen spinnarsteklar. Arten är reproducerande i Sverige.